# Kynouria

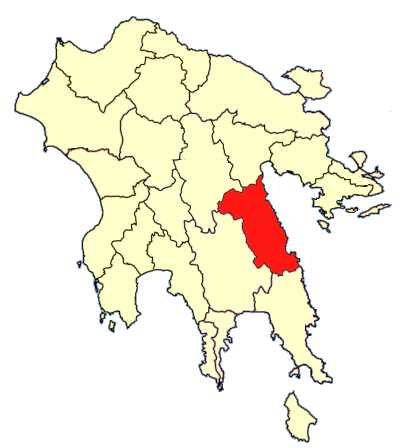
Ehemalige Provinz Kynouria

Die Kynouria (altgriechisch Κυνουρία, Kynouria), auch Kynuria, ist eine antike Landschaft an der Ostküste der Peloponnes. Sie umfasst Teile des Parnon-Gebirges sowie die Thyreatis, eine fruchtbare Ebene am Argolischen Golf, das Umland der antiken Stadt Thyrea, die 424 v. Chr. von den Athenern erobert und zerstört wurde.
Im modernen Staat Griechenland war die Kynouria bis zur Gemeindereform 1997 eine Provinz der Präfektur Arkadien, ab 1997 gab es die Gemeinde Voria Kynouria (‚Nord-Kynouria‘, Hauptort Astros), mit der Verwaltungsreform 2010 wurde aus dem südlichen Teil der Landschaft die Gemeinde Notia Kynouria („Süd-Kynouria“, Hauptort Leonidi) gebildet.
Eine andere Landschaft im westlichen Arkadien nördlich des Lykaion-Gebirges beiderseits des Alfios trägt ebenfalls den Namen Kynouria.